# Ćunski
Ćunski je naselje na središnjem dijelu otoka Lošinja. Administrativno, naselje pripada gradu Malom Lošinju, u Primorsko-goranskoj županiji.

## Zemljopisni položaj
Smješteno je na zaravni, oko 300 metara zračne linije od istočne obale otoka, na oko 70 metara nadmorske visine. 
Najbliža naselja su Sveti Jakov (6 km sjeverno) i Mali Lošinj (10 km jugoistočno).

## Stanovništvo
Prema popisu iz 2011. godine, naselje je imalo 160 stanovnika.
| broj stanovnika | 488   | 491   | 505   | 517   | 502   | 548   | 552   | 427   | 290   | 252   | 244   | 133   | 93    | 136   | 150   | 165   | 198   |
|                 | 1857. | 1869. | 1880. | 1890. | 1900. | 1910. | 1921. | 1931. | 1948. | 1953. | 1961. | 1971. | 1981. | 1991. | 2001. | 2011. | 2021. |

## Gospodarstvo
Glavna djelatnost je turizam i poljoprivreda/stoćarstvo.

## Religija
U Ćunskom se nalazi pastoralni centar krčke biskupije pod imenom „Betanija”, u kojemu je Zlatko Sudac održavao seminare duhovne obnove. Danas je ''Betanija'' pretvorena u kuću za odmor.